# Конюшки (Ивано-Франковская область)
Коню́шки (укр. Конюшки) — село в Рогатинской городской общине Ивано-Франковского района Ивано-Франковской области Украины.
Население по данным 2025 года составляет 1086 человек. Население по переписи 2001 года составляло 1504 человека. Занимает площадь 17,638 км². Почтовый индекс — 77036. Телефонный код — 03435.